# Ásmundur Bjarnason
Ásmundur Bjarnason (* 17. Februar 1927 in Húsavík; † 1. Februar 2024 in Húsavík) war ein isländischer Sprinter.
1948 schied er bei den Olympischen Spielen in London im Vorlauf der 4-mal-100-Meter-Staffel aus.
Bei den Europameisterschaften 1950 in Brüssel wurde er jeweils Fünfter über 200 m und in der 4-mal-100-Meter-Staffel.
1952 kam er bei den Olympischen Spielen in Helsinki über 100 Meter, über 200 Meter sowie in der 4-mal-100-Meter-Staffel nicht über die erste Runde hinaus.
Bei den Europameisterschaften 1954 in Brüssel erreichte er über 100 und 200 Meter das Halbfinale.

## Persönliche Bestzeiten
- 100 m: 10,5 s, 17. Juni 1952, Reykjavík
- 200 m: 21,6 s, 1954